# 大タク
大タク株式会社（だいタク）は、大阪府大阪市淀川区に本社を置くタクシー事業者である。浪速無線事業協同組合に所属する。日本交通グループ。

## 概要
「大タク」は大阪、日本のタクシー事業の草分け的存在であり、戦前期の大阪では最大手の企業であった。
菱形の「大タク」マークがトレードマークであった。名古屋地区には事業提携を行った「名タク」が存在し、その後身である名鉄交通は現在も菱形の「名タク」マークを掲げている。
また「大タク」は兵庫県西宮市で乗合バスを受託営業していた時期があったが、この路線は現在の阪急バスのルーツとなっている。
戦時統合による交通統制に伴い、「キンタク」など数社と統合して大阪交通（大交）となるが、戦後に旧・大タク関係者が新たに興したのが現在の大タク株式会社である。
一方で、大阪交通はのちに経営難から小佐野賢治が率いる東京の国際興業の傘下に入り、1960年にそのまま同社を合併して「国際興業」へ改称した。従って、現在の国際興業タクシーは同根であるといえる。

### 事業所
- 本社：大阪府大阪市淀川区野中北1丁目2番15号

なお、京都交通（日本交通子会社）の登記上の本店も同位置に置かれている。

## 沿革
- 1917年 - 大阪タクシー自動車会社として創業。
- 1937年 - 戦時統合により、大阪交通（現在の国際興業）へ統合。
- 1951年 - 大タク株式会社を設立、営業開始。
- 1978年1月28日 - 十三営業所に強盗が入り、従業員への給料に充てる1,000万円が奪われる[1]
- 1995年 - 日本交通と資本提携する。

## 関連会社
グループ企業は以下のとおり。
- 大阪自動車管理株式会社
- 大タク整備株式会社